# 卡羅加萊克 (紐約州)
卡羅加萊克（英語：Caroga Lake）是位於美國紐約州富爾頓縣的普查規定居民點。

## 人口
根據2020年美國人口普查的數據，卡羅加萊克的面積為8.74平方千米，當中陸地面積為6.48平方千米，而水域面積為2.26平方千米。當地共有人口548人，而人口密度為每平方千米62.7人。